# SWITCH (バンド)
SWITCH（スイッチ）は日本の8人組バンド。

## メンバー
男5人、女3人の大世帯のバンド構成であった。
- トラ（平澤トラ成基、1967年5月5日 - ）ボーカル

SWITCH結成前は1988年にトレフォートから「コンバッツ」（担当：コーラス・ダンス振付など）として、1991年にBMGビクターから「gonna」（担当：ボーカル）としてデビューしている。
SWITCH解散後の1999年にロックバンド「TRA」としてSME Recordsから再々デビュー。2007年解散。
- ゆか - ボーカル&ダンス

義兄は佐藤浩市。
解散後は藤本健一らと「BaNaNaP@i」を結成。その後、Rirykaなどの名義で活動。
- キョウコ - ボーカル&ダンス

- みのり - ボーカル&ダンス

解散後はSierraとして活動。
- ゼリー（永田"zelly"健志、1965年11月13日 - ）ギター

解散後の1999年に濱野と共にバンド「シャープ兄弟」を結成。
- ヤス（濱野泰政） ベース

バンドリーダー。
現在はエンジニアとしてカネコアヤノ、踊ってばかりの国の作品を手掛けている。
息子は濱野夏椰（Gateballers）。
- ヤギ（八木一美、1968年 - ）ドラムス

現在はKOTOKO、南條愛乃、fripSideなどのバンドメンバーとして活動。
- イケ（ジャッキー池田、1970年 - ）キーボード

## 概要・略歴
1995年5月にキティエンタープライズから1stシングル「しゃにむにシェイク!シェイク!」（ツムラ「イーセント」CMソング/TBS系アニメ『行け!稲中卓球部』オープニングテーマ）でデビュー。多くの主題歌・CMソングに起用されたほか、TBS系バラエティー番組『ジャングルTV 〜タモリの法則〜』ではバックバンドとしてレギュラー出演。
1998年にポリドールに移籍し、シングル2枚、アルバム1枚リリースし解散。
2014年、復活ライブを開催。

## ディスコグラフィ

### 参加作品
| 発売日        | タイトル       | 規格品番  | 曲順 | 楽曲                         |
| ------------- | -------------- | --------- | ---- | ---------------------------- |
| 1995年10月1日 | 稲中秘宝音楽館 | KTCR-1337 | M.1  | しゃにむにシェイク!シェイク! |
| 1995年10月1日 | 稲中秘宝音楽館 | KTCR-1337 | M.2  | 満員電車ひとめぼれ           |

## タイアップ一覧
| 使用年 | 曲名                         | タイアップ                                                         |
| ------ | ---------------------------- | ------------------------------------------------------------------ |
| 1995年 | しゃにむにシェイク!シェイク! | ツムラ「イーセント」CMソング                                       |
| 1995年 | しゃにむにシェイク!シェイク! | TBS系アニメ『行け!稲中卓球部』オープニングテーマ                   |
| 1995年 | 満員電車ひとめぼれ           | TBS系アニメ『行け!稲中卓球部』オープニングテーマ                   |
| 1995年 | SWITCH A GO GO               | TOYOTA RAV4 presents「ボディボードフェスタ'95」CMソング            |
| 1995年 | みんなスゲェー               | DDI POCKET「ポケット電話」CMソング                                 |
| 1995年 | みんなスゲェー               | テレビ朝日系ドラマ『オ・ト・ナにして』オープニングテーマ           |
| 1995年 | 熱血クリクリ大作戦           | セガ・エンタープライゼス社ゲーム「日灼けの思い出＋姫くり」CMソング |
| 1996年 | 星を見上げて                 | NHK教育『天才てれびくん』1996年度オープニングテーマ                |
| 1996年 | DJパパ                       | ブリヂストン「ブリザックMZ-01」CMソング                            |
| 1997年 | COCO JAMBOO                  | TBS系『よゐこのわるじえ』エンディングテーマ                        |
| 1997年 | いつか歌った歌               | ハウス食品「うまかっちゃん」CMソング                               |
| 1997年 | 神様たのむぜ                 | TBS系『ジャングルTV 〜タモリの法則〜』エンディングテーマ           |
| 1998年 | へっちゃら No Hesitation     | 北海道テレビ『DODA!』テーマソング                                  |
| 1998年 | ハッピー・ジャングル         | TBS系『ジャングルTV 〜タモリの法則〜』テーマソング                 |
| 1998年 | 言葉に出したい               | DDIセルラー CMソング                                               |

## 出演

### テレビ
- スイッチでショウ（TBS系）
- ジャングルTV 〜タモリの法則〜（TBS系） - レギュラー